# Antonow An-2

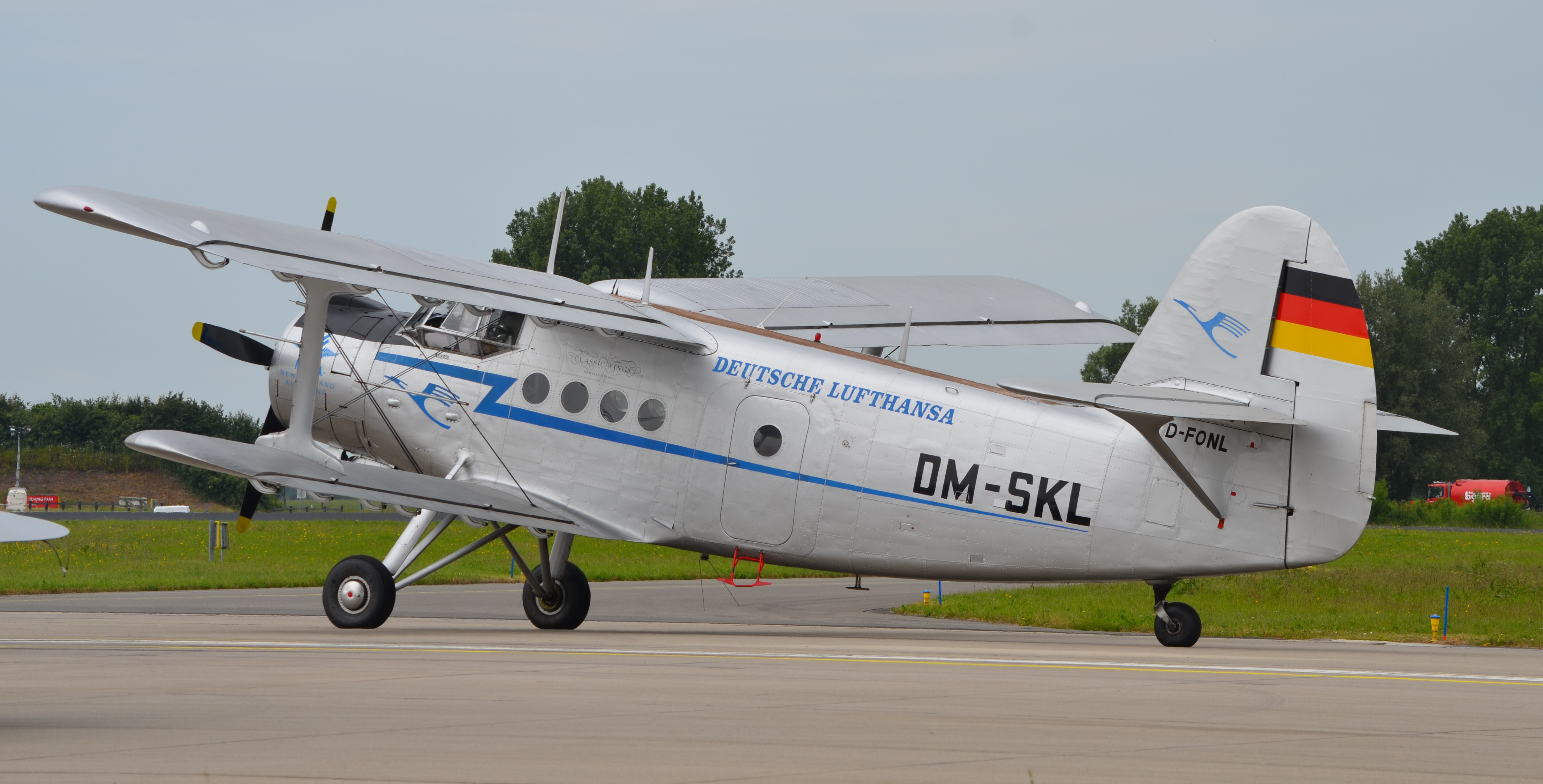
Antonow An-2 in den Farben der Deutschen Lufthansa der DDR, 2016

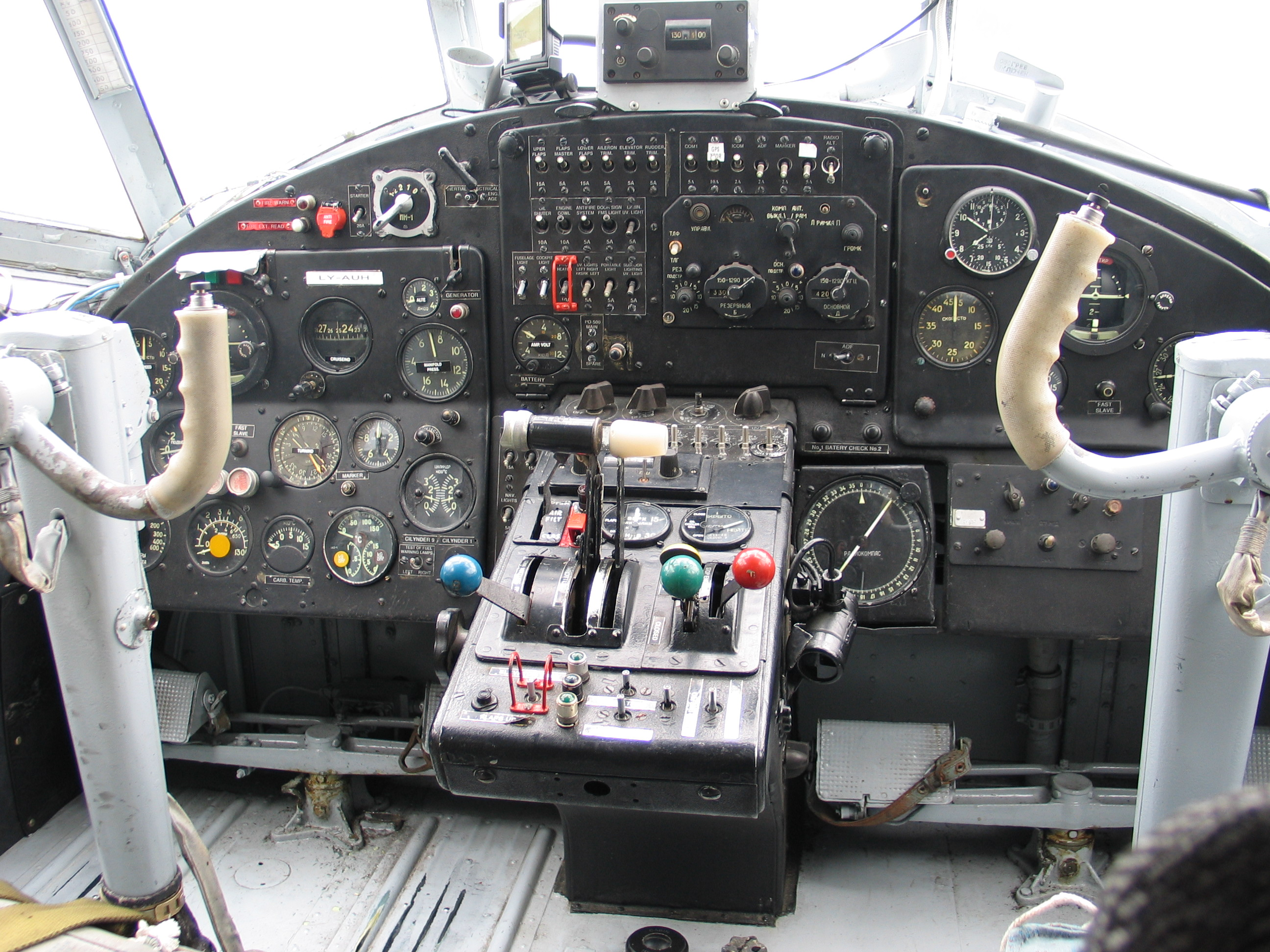
An-2-Cockpit, 2004

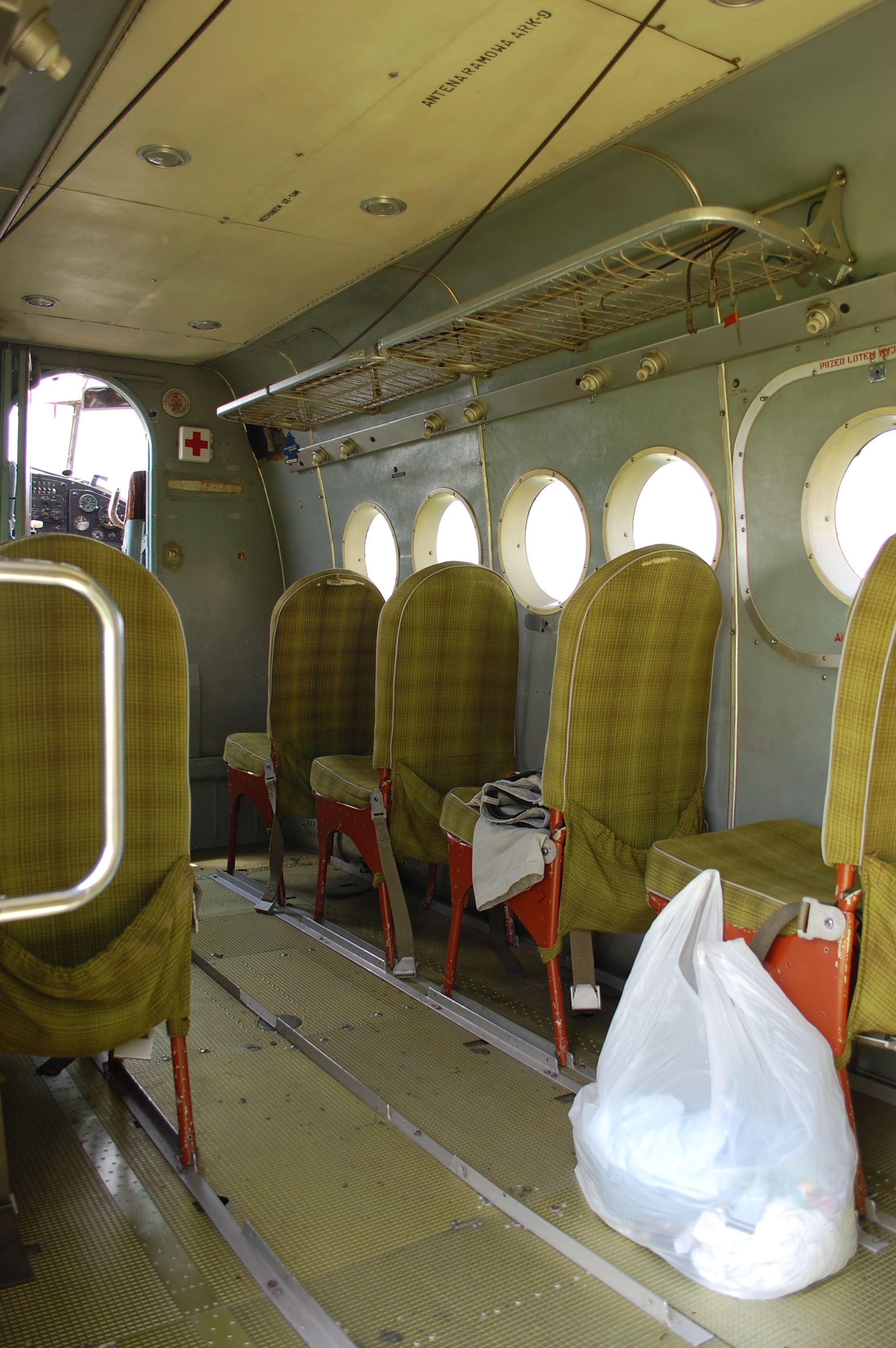
Kabine einer An-2-Passagierversion, 2010

Die Antonow An-2 (NATO-Codename: Colt) ist ein STOL-Mehrzweckflugzeug und mit über 18 m Spannweite der größte im Einsatz befindliche einmotorige Doppeldecker der Welt. Die An-2 wurde nach dem Zweiten Weltkrieg in der UdSSR entwickelt und wird in großer Stückzahl sowohl für zivile als auch für militärische Zwecke genutzt. Mit ihrer großen Flügelfläche ist die An-2 für Langsamflug und extrem kurze Start- und Landerollstrecken ausgelegt; das Fahrwerk erlaubt Starten und Landen auf unbefestigten Flächen.

## Entwicklung
Die An-2 wurde vom sowjetischen Ministerium für Land- und Forstwirtschaft in Auftrag gegeben. Sie war der erste in größeren Stückzahlen gebaute motorisierte Entwurf des Konstrukteurs Oleg Konstantinowitsch Antonow, der sich bis dahin mit dem Bau von Segel- und Jagdflugzeugen befasst und zu der Zeit gerade sein eigenes Konstruktionsbüro (OKB) eröffnet hatte.
Obwohl die Zeit der Doppeldecker lange vorbei war, erkannte Antonow, dass das Konzept der Doppeldecker eine Reihe gerade für den geplanten Einsatzzweck wichtiger Vorteile bot. Der höhere Luftwiderstand und die gegenseitige aerodynamische Beeinflussung der einzelnen Flügel war bei den geplanten Einsatzgeschwindigkeiten bedeutungslos. Eine geringe Spannweite hingegen hat Vorteile beim Rangieren am Boden, Unterstände und Hangars konnten kleiner ausfallen. Die große Flügelfläche erzeugte schon bei geringen Geschwindigkeiten viel Auftrieb, was Start- und Landegeschwindigkeiten senkte und infolgedessen die notwendigen Start- und Landestrecken verkürzte. Die Maschine konnte so auch von kleinen Plätzen aus operieren, was sie in den Weiten der Sowjetunion zum perfekten Flugzeug auf Kurzstrecken zu entlegenen Siedlungen machte.
Der Prototyp der An-2 flog erstmals mit einem Siebenzylinder-Sternmotor ASch-21 am 31. August 1947. Pilot war N. P. Wolodin. Ein zweiter Prototyp erhielt den Motor Schwezow ASch-62, der für die Produktion beibehalten wurde. Die Serienfertigung erfolgte ab Oktober 1948 im Flugzeugwerk Nr. 473 in Kiew-Swjatoschino. Sie lief bis etwa 1959 und umfasste 5450 Maschinen. Ab 1960 wurde die Fertigung aus der Sowjetunion nach Polen verlagert, wo bei PZL in Mielec unter der Bezeichnung WSK An-2 weitere 11.950 Stück entstanden. Die in Polen hergestellten An-2 sind an den GfK-Verkleidungen für die beiden unter dem Rumpf angebrachten Antennen des Funkhöhenmessers RW-UM sowie an den runden Einlassöffnungen für die Belüftungsanlage unter den oberen Tragflächen erkennbar. Ab der 60. Serie wurde die Spannweite des Höhenleitwerks von 6,6 m auf 7,2 m vergrößert. Die An-2 wurde während ihrer Bauzeit mit unterschiedlichen Luftschrauben ausgestattet. Waren diese anfangs noch sichelförmige W-509A mit einem Durchmesser von 3,60 m, wurden dann gerade Holz- und in späteren Ausführungen Metall-Luftschrauben vom Typ AW-2 mit 3,35 m verwendet.
In der Volksrepublik China begann ab 1957 die Lizenzproduktion der An-2 als Fongsu-2 oder Yunshuji-5 (Y-5). In Nanchang bis 1968 und Harbin, ab 1970 auch in Shijiazhuang wurden insgesamt 938 Flugzeuge produziert. Sie sind mit einem ASch-62IR-Lizenzmotor HS-5 ausgerüstet. Nordkorea kaufte 160 Stück.
Bis 1992 wurden etwa 18.000 An-2 gebaut. Die An-2 wurde an alle Staaten des Warschauer Vertrages geliefert, einschließlich der DDR, die 74 Exemplare bei GST, NVA und Interflug einsetzte. Weitere Nutzer sind/waren Afghanistan, Ägypten, Frankreich, Griechenland, Indien, Kuba, Mali, die Mongolei, Nepal, die Niederlande, der Sudan und Tunesien.
Bereits in den 1970er-Jahren gab es mit der Antonow An-3 eine An-2 mit Turboprop-Antrieb.

## Heutige Situation
Zahlreiche Exemplare der An-2 sind auch heute noch in flugfähigem Zustand, gelten als allgemein sicher, führen Individual- oder Rundflüge durch oder werden für Sprühflüge eingesetzt. Auch im Linieneinsatz zwischen kleinen Plätzen ist die An-2 noch im Einsatz, bis 2013 flog eine Maschine zwischen Sylt und Wyk auf Föhr. Bis einschließlich 2021 gab es eine regelmäßige Verbindung zwischen Strausberg (bei Berlin) und Barth durch die Firma LTS Flugdienste. Seit 2022 erfolgen mit der An-2 von Strausberg aus nur noch Rundflüge über Berlin und von den Flughäfen Barth und Heringsdorf aus Rundflüge über den Ostseeinseln.
Um 2024 waren in Russland noch 35 Flugzeuge für Personentransport registriert und etwa 300 in Transport und Landwirtschaft. 6 TWS-2MS waren in Bau.
Da die An-2 vielfach die Grenze ihrer Betriebsdauer erreicht hat, die Nachfolgestaaten der Sowjetunion, insbesondere Russland, zur Abdeckung der Infrastruktur aber dringend auf kleine Zubringerflugzeuge angewiesen sind, befinden sich mehrere Modernisierungen in der Entwicklung.
Das Sibirische Wissenschaftliche Forschungsinstitut für Luftfahrt „S. A. Tschaplygin“ (SibNIA) in Nowosibirsk erprobte ab Februar 2012 eine als TWS-2MS bezeichnete An-2, bei der der Sternmotor durch ein Turboprop-Triebwerk vom Typ Honeywell TPE331-12UHR ersetzt wurde, das seine Leistung auf einen Fünfblattpropeller HC-B5MP von Hartzell überträgt. Nach Aussage der Piloten wurde neben verbesserten Leistungen auch die Steuerung des Flugzeuges erleichtert. Hauptmotivation für diese Umrüstung sind Einsparungen bei den Betriebskosten. Von 2012 bis 2025 wurden so 28 Flugzeuge umgebaut. Der Ort für weitere Umbauten war nicht gesichert: SibNIA war mit dem Hersteller Rusaviaprom im Streit. Es ging um die immer noch nicht durchgeführte Zertifizierung. Ab 2013 war SIbNIA der verantwortliche Entwickler des Typs.
2024 gab es Probleme mit der Zertifizierung der An-2. Es konnten ab 2019 wegen neuer Vorgaben vom zuständigen Entwickler SibNIA legal keine Modifikationen vorgenommen werden wegen der fehlenden Musterzulassung. Es sei nur ein Weiterbetrieb ohne Änderungen möglich. Für die TWS-2MS gebe es ein Konformitätszertifikat von 2015. Anstelle des amerikanischen Motors wurde 2025 ein Versuch mit einem TWD-10B gestartet.
Als Weiterentwicklung entstand daraus die TWS-2DT, von der zwei Technologieträger gebaut wurden; zum einen eine Ausführung als reiner Schulterdecker mit Trapezflügel aus kohlenstofffaserverstärktem Kunststoff, zum anderen eine mit wingletartig mit dem Oberflügel verbundenen Unterflügel ohne Verspannung, deren Erprobung 2017 abgeschlossen war. Der Erstflug der SibNIA TWS-2DTS mit einem neukonstruierten Rumpf erfolgte am 10. Juli 2018.

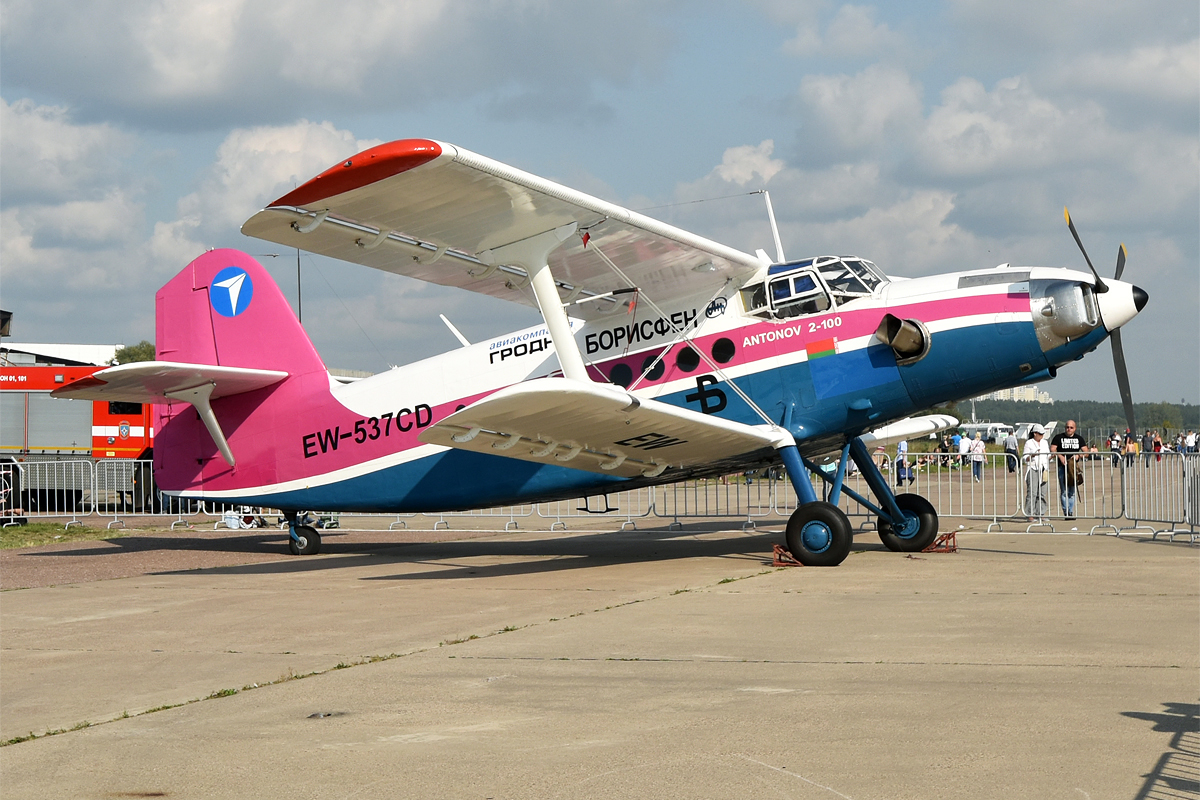
An-2-100 mit Propellerturbine MS-14 von Motor Sitsch, MAKS 2019

Die ukrainische An-2-Modernisierung wird als An-2-100 bezeichnet und ist mit einer Propellerturbine MS-14 von Motor Sitsch ausgerüstet. Sie flog erstmals am 10. Juli 2013 und steht in direkter Konkurrenz zur russischen Ausführung. Im Jahre 2017 transportierte das Werksflugzeug Antonow zufolge bei einem Testflug eine Last von 3202 kg auf 2700 Meter Höhe.
Im September 2019 verlautete, die SibNIA TWS-2DTS werde nicht der Ersatz des Flugzeugmusters An-2 werden, vielmehr bat das Ministerium für Industrie und Handel das staatliche Beschaffungsportal für Forschung und Entwicklung um Konstruktion eines Eindecker-Flugzeugs. Die Vermeidung ausländischer Komponenten dürfte eine Rolle gespielt haben. Die Weiterentwicklung dieser LMS-901 war 2025 unklar und dauere nochmals nicht unter drei Jahre. Als Ersatz sollten An-2 mit einem TWD-10B Motor gebaut werden. Damit verzögerte sich absehbarerweise die Ablösung der übrig gebliebenen An-2.

## Technischer Aufbau

Dreiseitenriss

Der Rumpf der An-2 ist in Ganzmetall-Halbschalenbauweise gefertigt und weist im Bereich der Kabine einen rechteckigen Querschnitt auf, der zum Bug und Heck hin oval ausläuft. Die Höhenruder des abgestrebten Normalleitwerkes sind mit Stoff bespannt.
Aufgrund der geringeren Spannweite der unteren Tragflächen von 14,24 m wird die An-2 auch als Anderthalbdecker bezeichnet. Die Tragflächen sind zweiholmig und von der Vorderkante bis zum ersten Holm mit Metall beplankt, ansonsten mit Leinenstoff bespannt. Sie sind durch einen Farbanstrich wasserfest imprägniert und bilden durch zwei senkrechte I-Streben und eine kreuzweise Doppelverspannung einen strukturellen Verbund. Beide Tragflächen verfügen als Auftriebshilfen über elektrisch bedienbare Landeklappen und automatische Vorflügel sowie um 20° absenkbare Querruder, die der An-2 sehr kurze Start- und Landerollstrecken von nur rund 150 bis 180 m ermöglichen.
Das nichteinziehbare robuste Breitspur-Fahrwerk ermöglicht den Einsatz auf unbefestigten Pisten. Wahlweise kann die Maschine auch mit Schwimmern oder Kufen ausgerüstet werden.
Der 1.000 PS (735 kW) leistende 9-Zylinder-Sternmotor vom Typ ASch-62IR mit einer Vierblatt-Verstellluftschraube vom Typ AW-2 verbraucht pro Stunde etwa 180 Liter Kraftstoff und zwei bis drei Liter Schmieröl. Der Kraftstoffvorrat beträgt maximal 1200 Liter und wird in insgesamt sechs Behältern in den oberen Tragflächen mitgeführt. Angelassen wird der Motor mithilfe einer Schwungscheibe, die im Regelfall elektrisch, bei Bedarf jedoch auch manuell mit einer Kurbel auf die notwendige Drehzahl gebracht werden kann und dann über ein Untersetzungsgetriebe mit der Kurbelwelle verbunden wird.

## Versionen

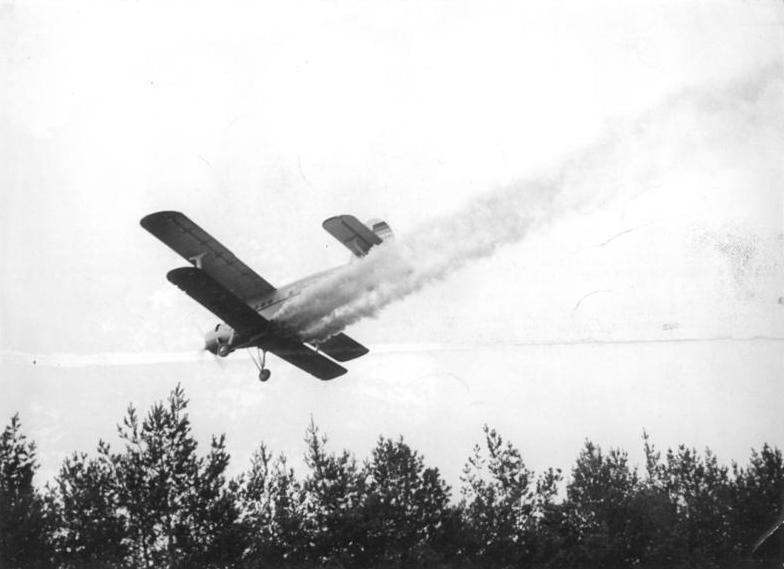
Schädlingsbekämpfung mit DDT, 1957

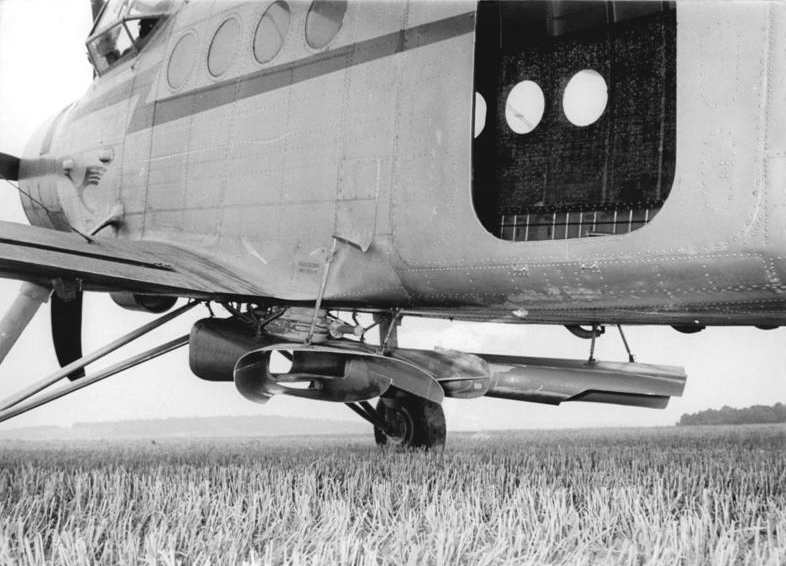
An-2 mit Streufächern, 1957

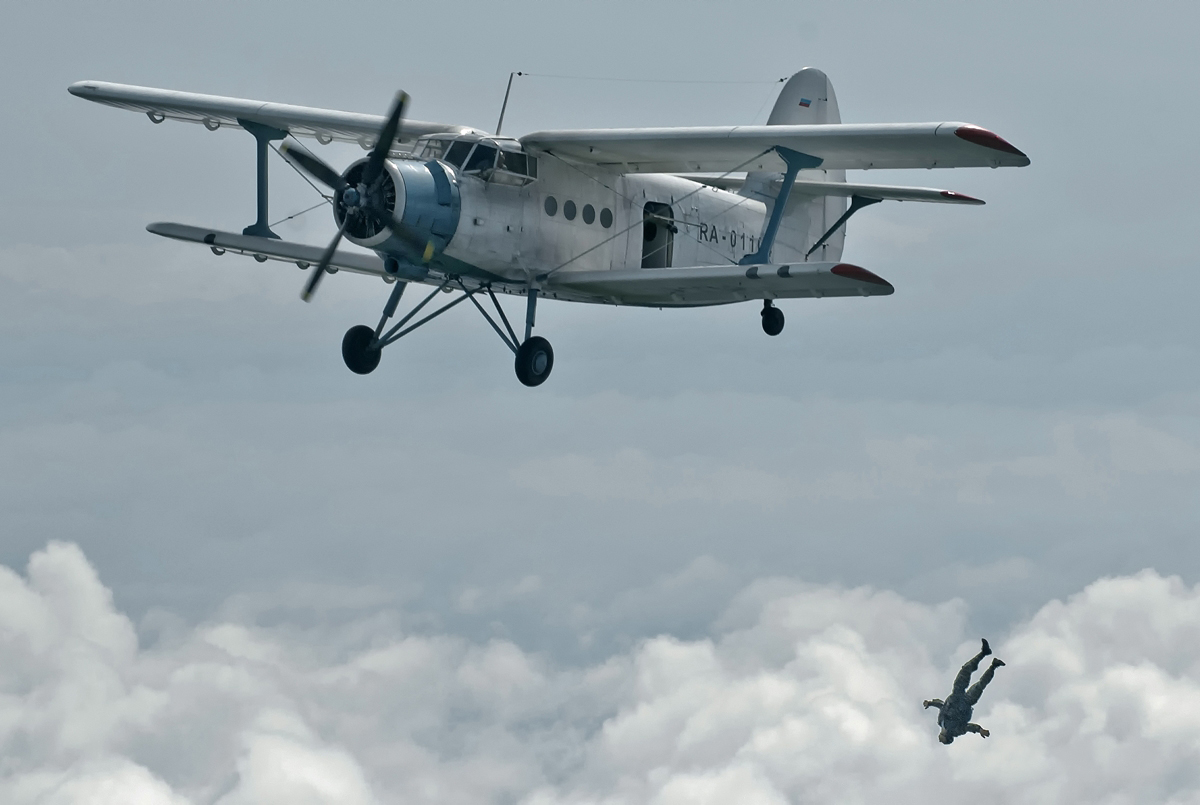
An-2 setzt Fallschirmspringer ab, 2009

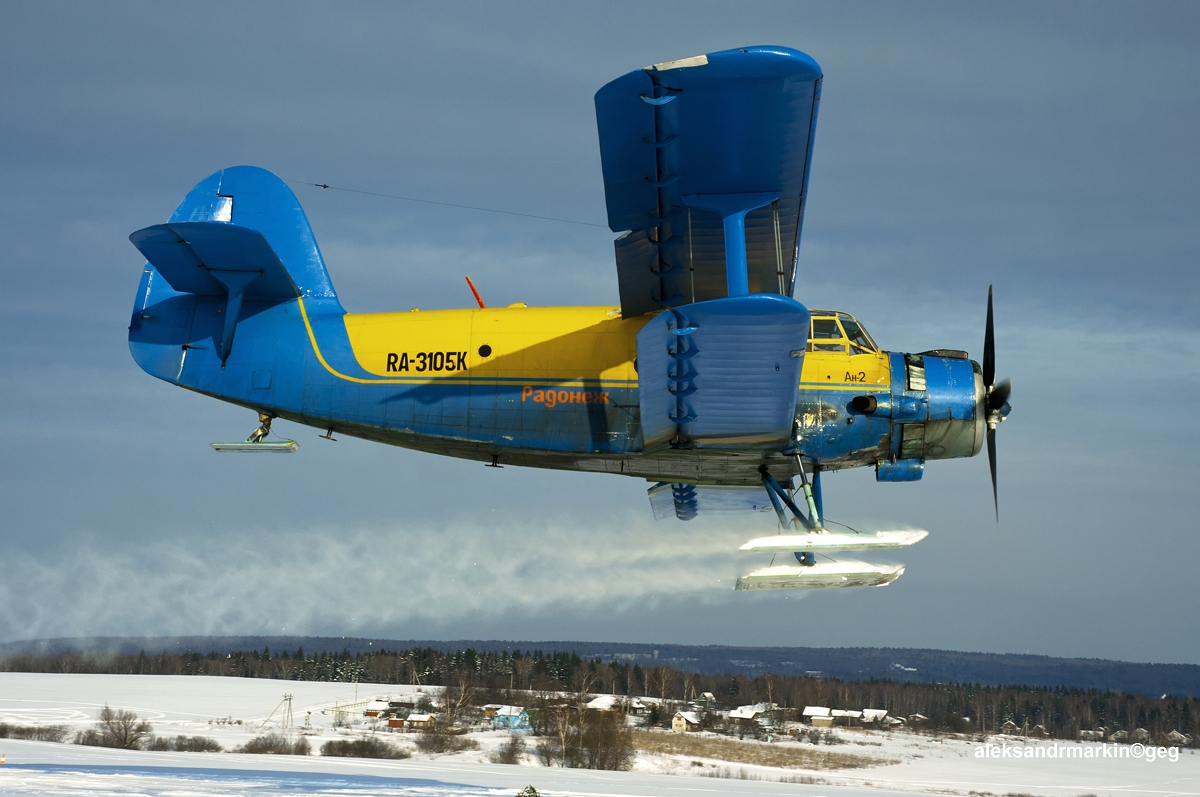
Antonow An-2 mit Kufenfahrwerk, 2012

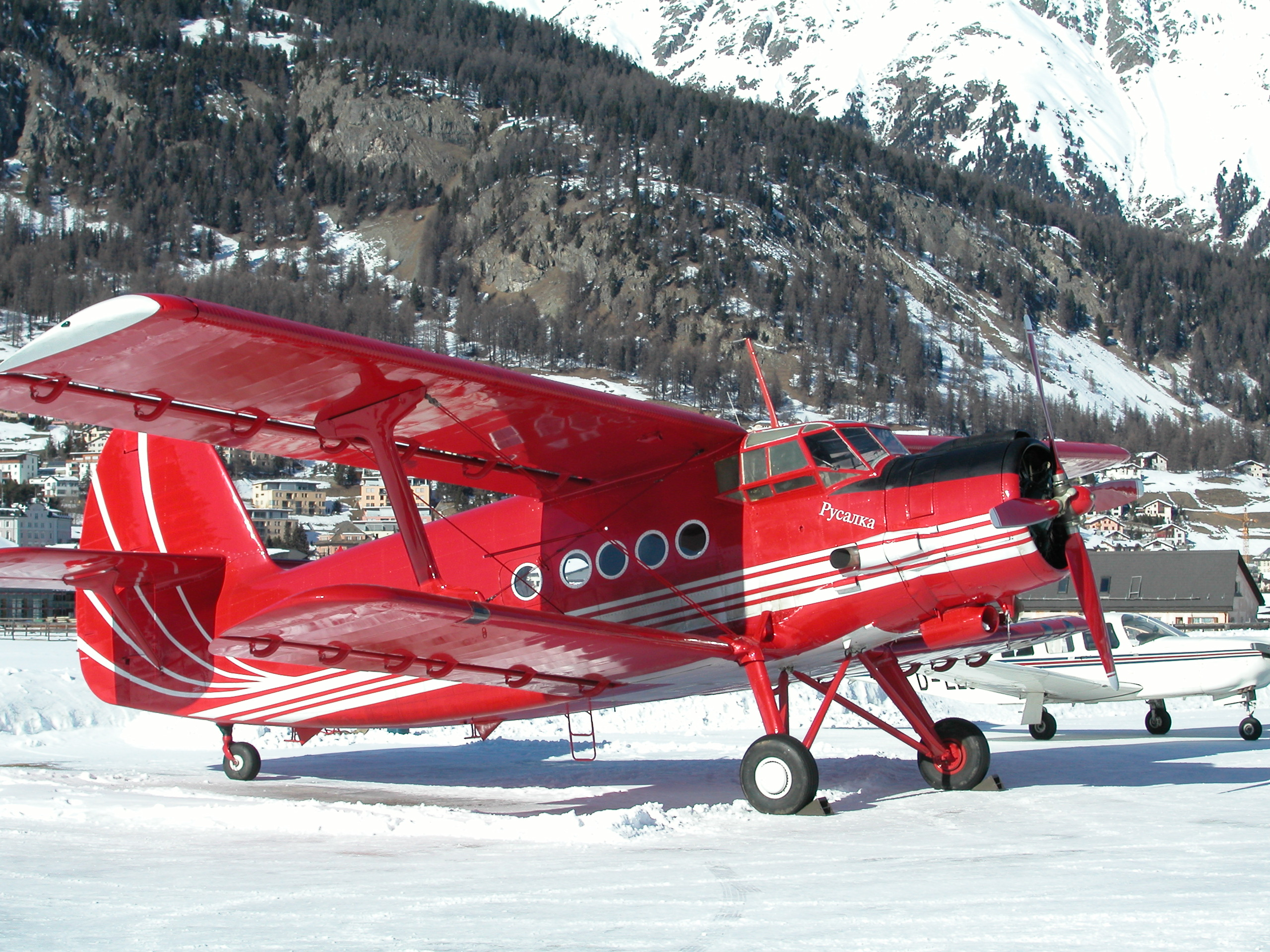
Antonow An-2TP, 2008

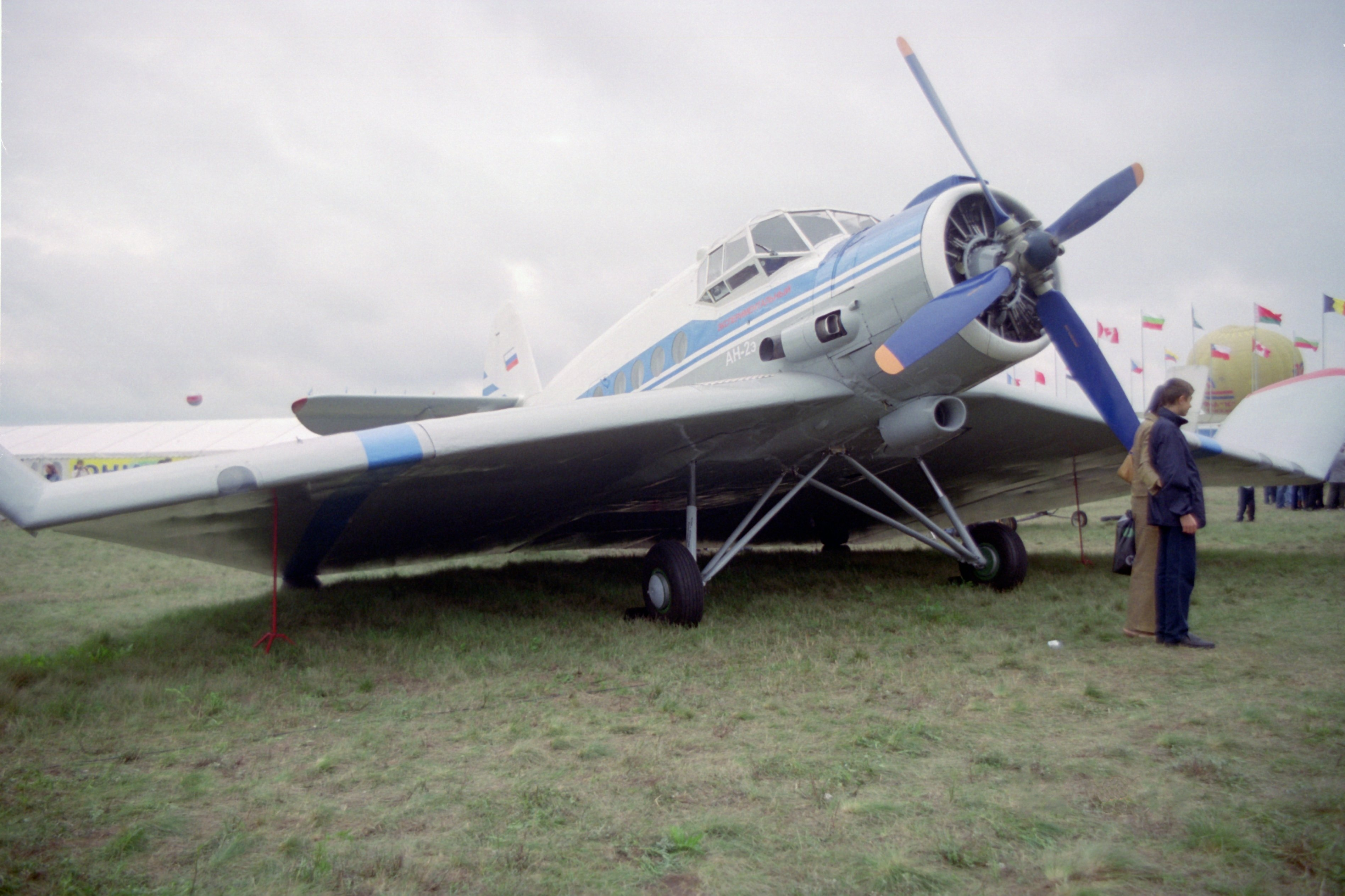
An-2E, MAKS 2003

| Bezeichnung                | Merkmale |
| -------------------------- | --- |
| SCh-1                      | Ursprüngliche Bezeichnung des Prototyps und des ersten Serienloses mit Schwezow-ASch-21-Motor mit 559 kW (760 PS) und sichelförmiger Luftschraube. Die Bezeichnung steht für Selsko-chosjaistwennij samoljot, Landwirtschaftsflugzeug. Die SCh-1 verfügte über einen 1400-Liter-Tank und eine Sechspunkt-Streuanlage unter den Flügeln. Die Streubreite betrug 60 bis 100 Meter. Die ersten Sprühversuche wurden im Juni 1948 durch G. I. Lysenko durchgeführt. |
| An-2P                      | Mehrzweckvariante für bis zu zwölf Passagiere (P steht für Passaschirski), acht bis zehn Fallschirmspringer oder 1500 kg Fracht. In der Sanitätsversion kann sie sechs Tragen und zwei Sanitäter befördern. Die Ausführung als Landwirtschaftsflugzeug heißt An-2S. Die polnische Version (An-2T) verfügt über bessere Schalldämpfung und einen besseren Propeller.                                                                                             |
| An-2W (An-4)               | Schwimmerversion von 1949. Die Luftschraube W-514-D8 konnte negativen Schub erzeugen, um den Bremsweg nach der Wasserung zu verkürzen und das Manövrieren auf dem Wasser zu erleichtern. 1954 entstand eine kleine Serie. |
| An-2PP                     | Feuerlöschversion der An-2W (PP steht für Protiwoposcharnij) mit Tanks für 1240 Liter Wasser. Bei einer Fluggeschwindigkeit von etwa 50 km/h konnten von der Wasseroberfläche in sieben Sekunden 630 Liter aufgenommen werden. |
| An-2Sa An-6                | Höhenversion für meteorologische Forschungen mit zusätzlicher Kanzel vor dem Leitwerk zur Beobachtung von Eisbildung. |
| An-2M                      | Agrarflugzeug |
| An-2F (An-2K-NAK, An-2NRK) | Artilleriebeobachtungs- und Luftbildflugzeug (1948) mit verglastem Rumpfmittelteil, Waffenstand mit 1–2 23-mm-MK und Doppelleitwerk. Zwei Prototypen mit verschiedenen Luftschrauben wurden ab April 1949 erprobt. Kein Serienbau. |
| An-2L                      | Ausführung zur chemischen Feuerbekämpfung mit Glasbehältern unter Rumpf und Tragflächen. |
| An-2T                      | Polnische Ausführung der Mehrzweckvariante. Bessere Schalldämpfung und ein besserer Propeller als bei An-2P. |
| An-2TP                     | Flugzeug zur Personen- und Frachtbeförderung mit zwölf Klappsitzen. |
| An-2TD                     | Fracht- und Fallschirmabsetzflugzeug für bis zu zwölf Springer. In der NVA kamen hauptsächlich die Ausführungen TP und TD zum Einsatz. |
| An-2S (An-2D6, An-2PLux)   | Salonmodell mit vier Polstersitzen und Tisch. Äußerlich erkennbar an den eckigen Kabinenfenstern. Eine mit drei Tragen ausgestattete Sanitätsversion trägt ebenfalls die Bezeichnung S. |
| An-2M                      | Polnisches Pendant zur An-2W. |
| An-2R                      | Spezielle Landwirtschaftsausführung mit hermetisch verschlossenem Cockpit und 1960-Liter-Düngemittelbehälter. |
| Lala-1                     | Experimentalausführung mit doppelten Leitwerksträgern für Forschungstests für das geplante TL-Agrarflugzeug PZL M-15 Belphegor. Lala steht für „Fliegendes Laboratorium“ (polnisch: Latające Laboratorium). Erstflug war der 26. April 1972. |
| An-2E                      | Projekt von E. Grunin eines Ekranoplans aus den 1970er-Jahren auf Basis der An-2W. |

## Technische Daten

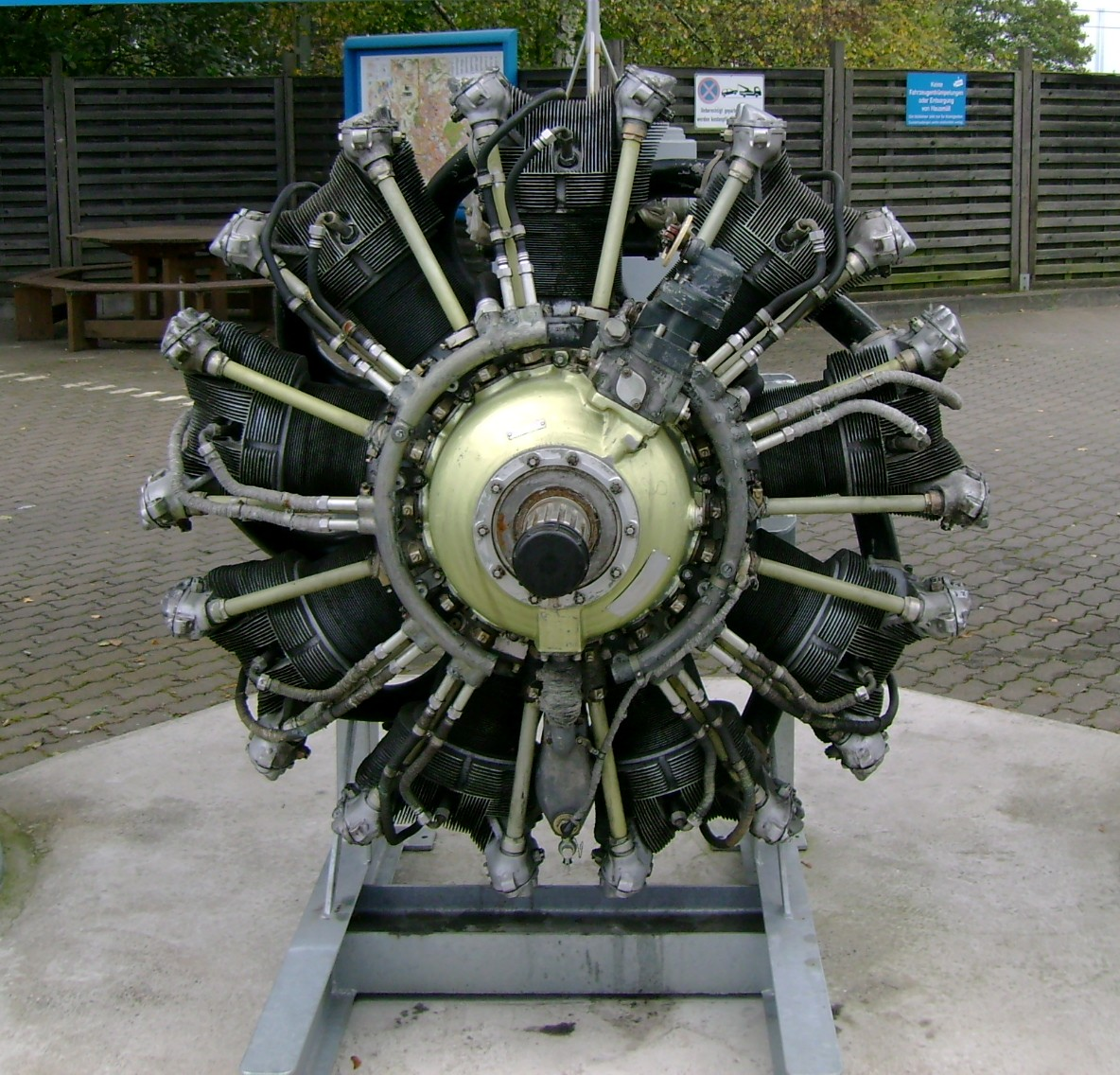
Neunzylinder-Sternmotor Schwezow ASch-62 der An-2, 2007

| Kenngröße               | An-2P (WSK-PZL)                                | An-2K-NAK                                      |
| ----------------------- | ---------------------------------------------- | ---------------------------------------------- |
| Verwendung              | Mehrzweckflugzeug                              | Artilleriebeobachtung                          |
| Besatzung               | 1                                              | 3                                              |
| Passagiere              | max. 12                                        | –                                              |
| Länge                   | 12,74 m                                        | 12,73 m                                        |
| Spannweite              | oben: 18,18 m / unten: 14,24 m                 | 18,17 m                                        |
| Flügelfläche (gesamt)   | 71,60 m²                                       | 71,31 m²                                       |
| Höhe (im Stand)         | 4,13 m                                         | 4,13 m                                         |
| Leermasse               | 3450 kg                                        | 3320 kg                                        |
| max. Startmasse         | 5500 kg                                        | 5250 kg                                        |
| Reisegeschwindigkeit    | 190 km/h                                       |                                                |
| Höchstgeschwindigkeit   | 258 km/h (in 1750 m Höhe)                      | 253 km/h                                       |
| Überziehgeschwindigkeit | ca. 50 km/h (31 mph, 27 kn)                    |                                                |
| Landegeschwindigkeit    |                                                | 85 km/h                                        |
| Dienstgipfelhöhe        | 4400 m                                         | 4500 m                                         |
| Reichweite              | 1390 km (bei max. Betankung, ohne Reserven)    | 4 h Flugzeit                                   |
| Triebwerk               | ein Neunzylinder-Sternmotor Schwezow ASch-62IR | ein Neunzylinder-Sternmotor Schwezow ASch-62IR |
| Leistung                | 1.000 PS (735 kW)                              | 1.000 PS (735 kW)                              |
| Startrollstrecke        | 150 m                                          |                                                |
| Landerollstrecke        | 180 m                                          |                                                |

## Zwischenfälle
Die folgende Liste von Auszügen aus den Zwischenfällen dieses Typs bezieht sich sowohl auf die Antonow An-2 als auch auf den chinesischen Lizenzbau Yunshuji Y-5.
- Am 10. Dezember 1960 verunglückte eine An-2T der Aeroflot (Luftfahrzeugkennzeichen kyrillisch СССР-33181; transkribiert SSSR-33181), mit der ein Flug von Semipalatinsk nach Abai durchgeführt wurde. Die Maschine war ohne gültigen meteorologischen Bericht gestartet und traf entlang der Flugstrecke auf sehr schwierige Wetterbedingungen. Als 45 Kilometer vom Startflughafen eine Kehrtwende für die Umkehr nach Semipalatinsk geflogen wurde, bewegten sich mehrere Passagiere in den hinteren Rumpfbereich zur Bordtoilette. Hierdurch kam es zu einer Schwerpunktverlagerung, die zu einem Strömungsabriss und schließlich zum Absturz der Maschine führte. Alle 12 Insassen kamen ums Leben (siehe auch Aeroflot-Flug 11).

- Am 26. September 1961 wurde eine Y-5 der chinesischen CAAC (B-18188) bei Qinglongshan (China) in eine Bergflanke geflogen. Bei diesem CFIT (Controlled flight into terrain) wurden alle 15 Insassen, fünf Besatzungsmitglieder und 10 Passagiere, getötet.[22]

- Am 14. Januar 1966 verunglückte eine An-2 der Aeroflot (СССР-02185) auf dem Flug vom Sowchos Kommunism zum Flughafen Samarqand. Der Flugkapitän war von der vorgeschriebenen Flugroute abgewichen, zumal er in Eile war, da sich seine Frau im Krankenhaus und seine Kinder unbeaufsichtigt zu Hause befanden. Die Flugsicherung wies ihn an, eine Umleitung zu fliegen, für die vom Fluginformationsdienst nur unpräzise und fehlerhafte Wetterangaben vorlagen. Beim Flug entlang eines Gebirgszuges verlor die Maschine durch katabatische Winde an Höhe und kollidierte mit einem Berg, wobei alle 11 Insassen starben.[23]

- Am 15. Februar 1966 wurde eine Y-5 der chinesischen CAAC (B-18152) in der Provinz Gansu (China) bei schlechter Sicht in einen Berghang geflogen. Bei diesem CFIT (Controlled flight into terrain) wurden die beiden Piloten, die einzigen Insassen, getötet.[24]

- Am 7. September 1966 stieß ein Passagier einer An-2 der Aeroflot (СССР-79816) auf dem Flug von Duschanbe nach Murghob im Flug versehentlich eine Flasche mit Aceton um, welches sich daraufhin entzündete. Die Maschine flog zu diesem Zeitpunkt durch eine Schlucht, in der eine Notlandung praktisch unmöglich war. Der Flugkapitän versuchte dennoch, eine 180-Grad-Kurve für eine Landung zu fliegen. Das Manöver misslang, die Maschine kollidierte mit einem Kamm der Schlucht und stürzte ab, woraufhin alle sechs Insassen starben (siehe auch Flugunfall der Antonow An-2 CCCP-79816 der Aeroflot).[25]
- Am Abend des 11. Juni 2012 startete ein mutmaßlich stark alkoholisierter Kapitän einer An-2T der Awia Zow (RA-40312) mit 12 Passagieren an Bord ohne Startfreigabe von einem Flugplatz bei Serow zu einem nicht genehmigten Flug an einen unbekannten Ort. Zuvor hatten die Männer gemeinsam Alkohol konsumiert. Die Maschine wurde erst am nächsten Morgen von der Fluggesellschaft vermisst gemeldet. Eine monatelange Suche musste schließlich erfolglos abgebrochen werden. Am 5. Mai 2013 wurde das Wrack der Maschine mit den skelettierten Leichen der Insassen in 10 Kilometern Entfernung gefunden, Unfallursache war eine Kollision mit Bäumen nach einem Flug unterhalb der Sicherheitsflughöhe (siehe auch Flugunfall einer Antonow An-2 bei Serow 2012).
- Am 9. Januar 2023 verunglückte eine An-2 in der Nähe des Flughafens Karataika in Russland. Die Unfallursache ist aktuell unbekannt, wahrscheinlich führten eine Vereisung des Flugzeugs sowie schlechte Wetterbedingungen zum Absturz. Von den 12 Insassen haben 10 Insassen mit Verletzungen überlebt. Einer der beiden Piloten sowie ein Passagier starben.[26]
- 19. Dezember 2024 Eine überladene An-2 kippte in Kamtschatka bei einer Notlandung vorne über. Die Besatzung wurde erst nach vier Tagen gerettet.[27]

## Sonstiges
Die Spitznamen der An-2 bei der NVA lauteten „Anna“, „Tante Anna“ oder auch „Kastendrachen“. Die An-2 ist das einzige Flugzeug der DDR-Luftstreitkräfte, das von deren Gründung 1956 bis zu ihrer Auflösung 1990 im Dienst stand und gleichzeitig das mit der geringsten Verlustrate. Lediglich zwei Exemplare gingen durch Abstürze verloren, verursacht durch menschliches Versagen, wobei es keine Todesopfer gab. Der große Motor und seine Robustheit haben ihr den Spitznamen „Traktor der Lüfte“ eingebracht.
In der landwirtschaftlichen Luftfahrt der Sowjetunion trug das Flugzeug zeitweise den Spitznamen „Kukurusnik“ (russisch Кукурузник, von „Кукуруза“ – Mais). Dies spiegelt den massiven Einsatz des Flugzeugs in der Sowjetunion der 1960er-Jahre bei der Umsetzung von Chruschtschows Agrarplänen wider, die den umfassenden Anbau von Mais bei intensivem Einsatz von Agrartechnik vorsahen.
In der Doku-Soap Steel Buddies – Stahlharte Geschäfte (Staffeln 2 und 3) rüstete Michael Manousakis seine An-2 mit Zusatztanks und einer Öl-Nachfüllvorrichtung aus, wodurch er das Flugzeug in 8 Stunden Flugzeit nonstop von Deutschland nach Mallorca fliegen und später – mit Zwischenstopps in Wick (Schottland), Reykjavík (Island), Narsarsuaq (Grönland) und Sept-Îles (Kanada) – in die USA überführen konnte.